# 777 Tour
Il 777 Tour è stato un tour promozionale della cantante barbadiana Rihanna, a supporto del suo settimo album in studio, Unapologetic.
Il tour si compone di sette concerti in sette diverse città tra Europa e Nord America, avvenuti in sette giorni.

## Antefatti e promozione
La cantante ha annunciato le anteprime del tour in un'intervista fatta per Facebook. Ad accompagnare la cantante c'è stato il dj e producer italiano Congorock, autore ufficiale del remix di Diamonds.
Insieme alla cantante anche dei fan scelti dal Rihanna Navy Fan Club e giornalisti da 82 paesi diversi. In collaborazione con lo sponsor mondiale, HTC Corporation, il 777 Tour ha ospitato uno show esclusivo e riservato in ciascuna delle 7 città fino ad arrivare al 19 novembre, data di pubblicazione internazionale dell'album Unapologetic.
La Universal Music Group italiana e Radio Monte Carlo hanno partecipato come sponsor ufficiali italiani. Attraverso un contest radiofonico organizzato da Radio Monte Carlo, alcuni fan hanno avutla possibilità di viaggiare insieme alla cantante da una capitale all'altra d'Europa. Il tutto raccontato nel Diario 777 sulle pagine ufficiali di RMC su Facebook e Twitter. YouTube ha partecipato invece come sponsor trasmettendo in diretta streaming la tappa di Londra tramite il canale LoveLive, inaugurando uno dei primi concerti live stream del portale video.

## Date
| Data             | Città             | Nazione      | Luogo               |
| Nord America     | Nord America      | Nord America | Nord America        |
| ---------------- | ----------------- | ------------ | ------------------- |
| 14 novembre 2012 | Città del Messico | Messico      | El Plaza Condesa    |
| 15 novembre 2012 | Toronto           | Canada       | Danforth Music Hall |
| Europa           |                   |              |                     |
| 16 novembre 2012 | Stoccolma         | Svezia       | Berns               |
| 17 novembre 2012 | Parigi            | Francia      | Le Trianon          |
| 18 novembre 2012 | Berlino           | Germania     | E-Werk              |
| 19 novembre 2012 | Londra            | Regno Unito  | HMV Forum           |
| Nord America     |                   |              |                     |
| 20 novembre 2012 | New York          | Stati Uniti  | Webster Hall        |

Note:

## Scaletta 1
1. Cockiness (Love It)
2. Birthday Cake
3. That That Talk

Talk
1. Wait Your Turn
2. Man Down
3. Only Girl (in the World)
4. Disturbia (solo in alcune tappe)
5. Don't Stop the Music
6. S&M
7. Phresh Off The Runway

Acoustic Set
1. Unfaithful
2. Take a Bow
3. Hate That I Love You

Talk
1. Where Have You Been
2. What's My Name?
3. Run This Town
4. Live Your Life
5. All of the Lights
6. Cheers (Drink to That) (solo in alcune tappe)
7. Diamonds

Encore
1. Love the Way You Lie (solo in alcune tappe)
2. Stay (solo in alcune tappe)
3. Umbrella
4. We Found Love

## Scaletta 2
1. Cockiness (Love It)
2. Birthday Cake
3. That That Talk
4. Man Down
5. Only Girl (in the World)
6. Don't Stop the Music
7. S&M
8. Phresh Off The Runway
9. Where Have You Been
10. What's My Name?
11. Run This Town
12. Live Your Life
13. Diamonds
14. Umbrella
15. We Found Love

## Ritardi
Il ritmo frenetico del tour e la partecipazione continua ad after-party hanno portato Rihanna a presentarsi con una media di un'ora di ritardo ad ogni tappa, arrivando a sfiorare le 2 ore e mezza a Stoccolma il 16 novembre. A ciò, vanno aggiunti i disagi che la cantante barbadiana ha causato alle compagnie aeroportuali che hanno dovuto gestire i continui rinvii di partenza del Boeing 777. Si calcolano costi a carico dell'artista per 150.000 euro, tra nuove autorizzazioni di volo, turni extra di personale aeroportuale e tasse.